# Pereswet
Pereswet (russisch Пересве́т) ist eine Stadt mit rund 14.147 Einwohnern (Stand 14. Oktober 2010) in Russland in der Oblast Moskau. Sie gehört zum Rajon Sergijew Possad und liegt gut 80 km nordöstlich von Moskau.

## Geschichte
Pereswet wurde 1948 als ein neuer Stadtteil der Stadt Krasnosawodsk angelegt. Ursprünglich hieß er Nowostroika, wörtlich so viel wie „Neubau“. Anlass für die Ortsgründung war die Einrichtung des Forschungsinstituts NIIchimmasch für den Maschinenbau in der chemischen Industrie. Diese Institution prägt den Ort bis heute und spielt eine bedeutende Rolle in der russischen Raumfahrt, hier vor allem im Raketenbau.
Eigenständige Stadt wurde Pereswet im Jahr 2000 nach der Ausgliederung aus Krasnosawodsk. Dabei erhielt es seinen heutigen Namen in Andenken an Alexander Pereswet, einen Mönch des nahe gelegenen Dreifaltigkeitsklosters von Sergijew Possad, der laut Legende 1380 in einem Nahkampf der Schlacht auf dem Kulikowo Pole gefallen ist.

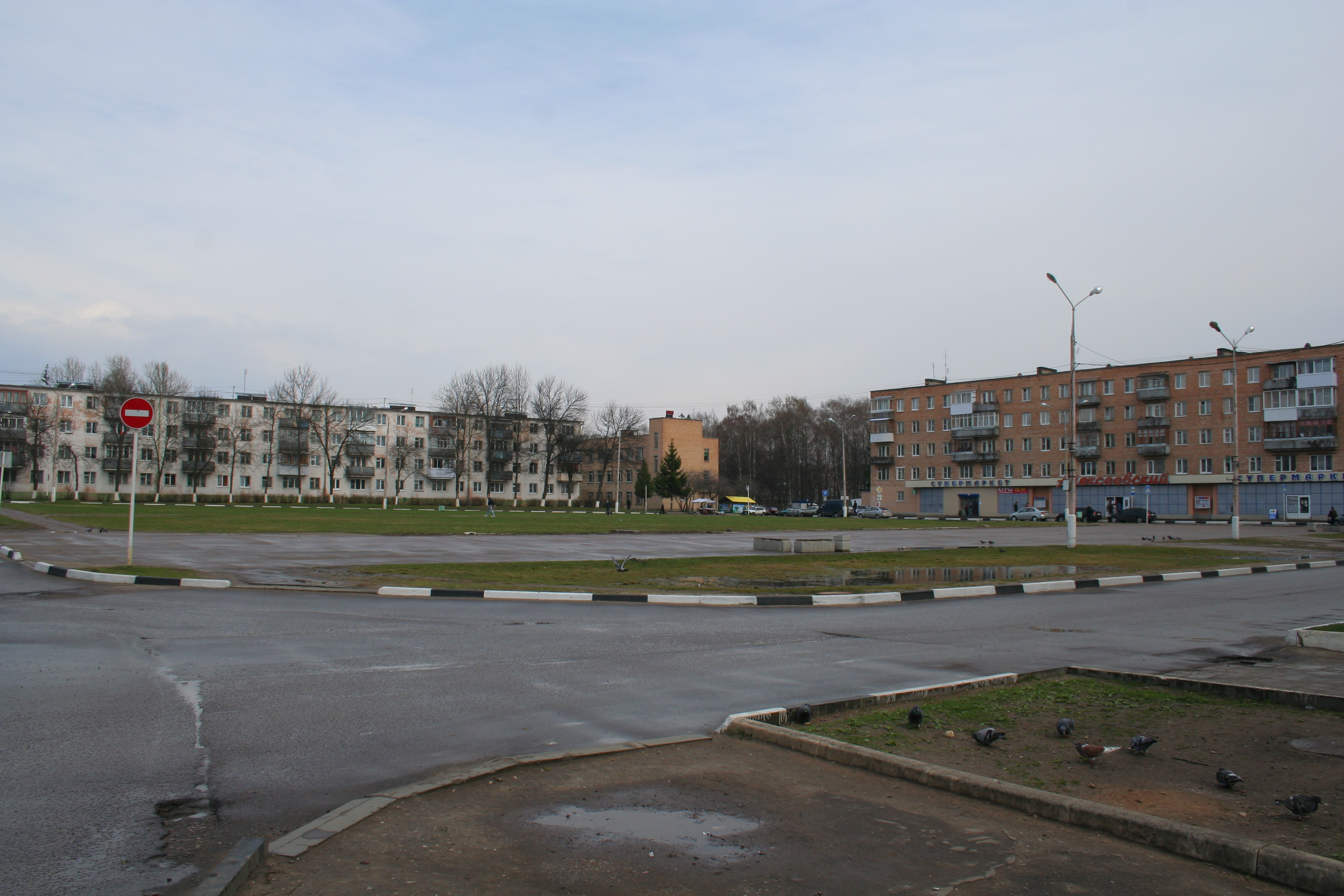
Zentraler Platz von Pereswet
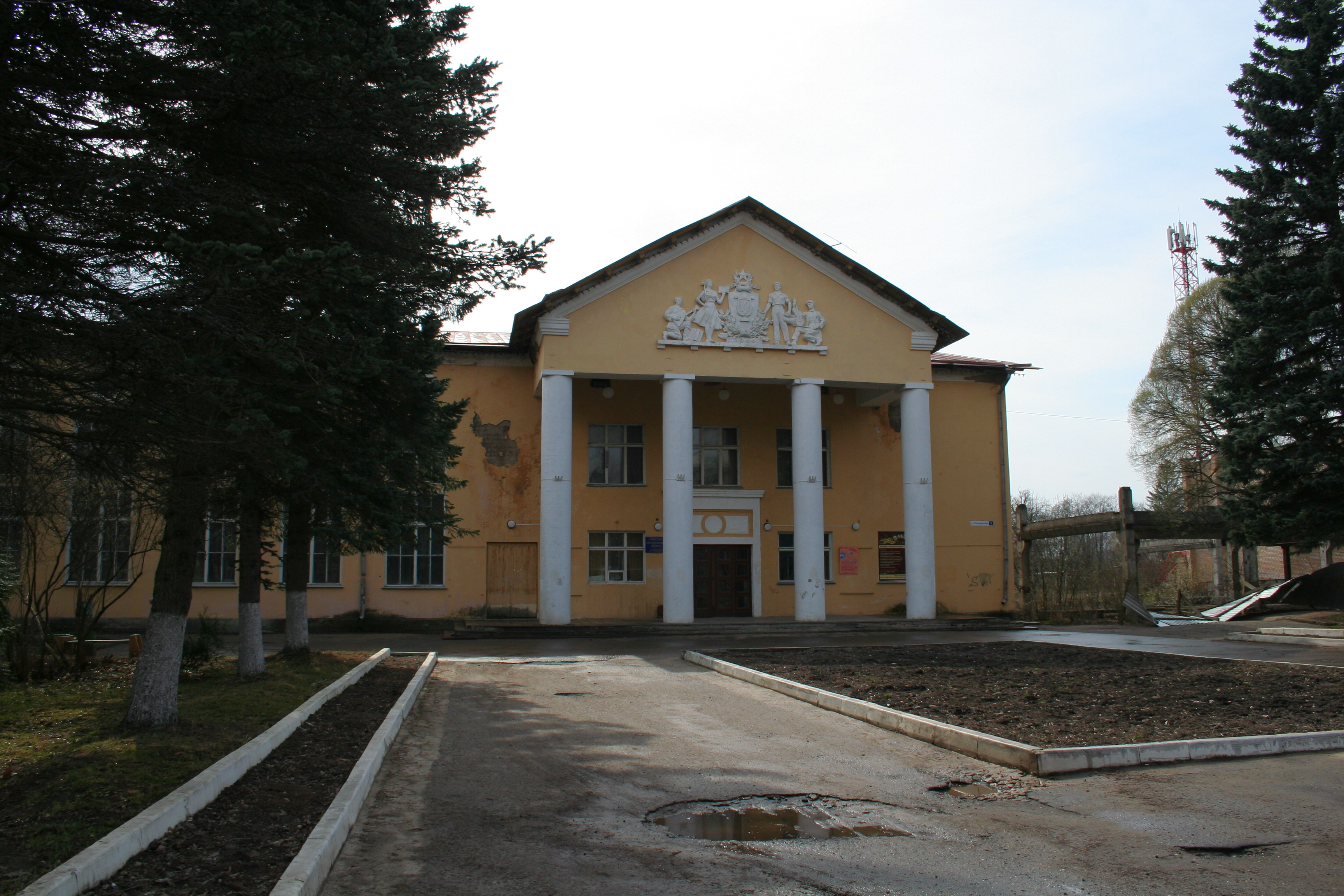
Kulturhaus

## Wirtschaft und Verkehr
Das wichtigste Unternehmen der Stadt ist bis heute das Forschungsinstitut Niichimmasch, das insgesamt rund 3600 Mitarbeiter beschäftigt.
Öffentliche Verkehrsverbindungen nach Moskau und in andere Städte bestehen vor allem über das 15 km entfernte Sergijew Possad, das sowohl einen Anschluss an die Fernstraße M8 als auch einen Bahnhof an der Transsibirischen Bahn hat.